# Leptothorax pan
Leptothorax pan är en myrart som beskrevs av Santschi 1936. Leptothorax pan ingår i släktet smalmyror, och familjen myror. Inga underarter finns listade i Catalogue of Life.